# Bandera de las Islas Turcas y Caicos
La bandera de las Islas Turcas y Caicos, un territorio británico de ultramar, fue adoptada el 7 de noviembre de 1968.
Esta bandera es una Enseña azul británica, en la que figura la bandera del Reino Unido “Union Jack” en el cantón e incorpora el escudo de las islas en la parte más alejada del mástil. En el escudo aparecen representados la concha de una caracola, una langosta y un cactus.
La enseña azul es la bandera utilizada con más frecuencia por las dependencias británicas y algunas instituciones británicas de carácter gubernamental. Algunos países que son antiguas colonias del Reino Unido, como Australia o Nueva Zelanda, utilizan el diseño de la enseña azul en sus banderas nacionales.
La enseña roja (con los mismos elementos pero con el fondo de color rojo) con el escudo de las Islas Turcas y Caicos es izada en los barcos de la marina mercante.

## Galería de banderas

Bandera de la Marina mercante. Ratio: 1:2
Bandera del Gobernador de las Islas Turcas y Caicos
Antigua Bandera de las Islas Turcas y Caicos

- Datos: Q204143
- Multimedia: Flags of Turks and Caicos Islands / Q204143